# Алп Навруз
Сеит Алп Навруз е турски актьор и модел.

## Биография
Алп е роден в Истанбул. Завършва Техническия университет „Йълдъз“ със специалност турски език и литература.
Интересът на Навруз към актьорската професия се заражда в ранна възраст. След като получава роли в пиеси като ученик, той взема уроци по актьорско майсторство от Алтан Еркекли и Джихан Юнал. Междувременно той продължава кариерата си на модел.
Дебютира в киното през 2015 г. с главна роля в Ceberrut. През 2016 г. той е избран в телевизионния сериал Aşk Laftan Anlamaz. В сериала си партнира с Ханде Ерчел и Бурак Дениз. Става широко известен с ролята си на Синан Егемен в турската телевизионна драма „Госпожа Фазилет и нейните дъщери“, която е излъчена от Star TV (2017 – 2018). Първата му главна роля в телевизионен сериал идва с ролята му на Дженк в сериала на ТРТ „Не пускай ръката ми“, която го прави още по-популярен.
През 2020 г. той се снима в сериала „Изумруденият феникс“ в ролята на Серхат Демиркан. На 15 юни 2021 г. изиграва ролята на Пойраз Али Йозгюр заедно с Айча Айшин Туран в сериала на Star TV „Островна приказка“.
През 2022 и 2023 г. той участва в телевизионния сериал „Сърдечна болка“ с ролята на Халил Текин заедно с Ирем Хелваджъоглу.
През периода 13 февруари - 27 февруари 2024 г. играе ролята на Хакан Дагестан в сериала „Преди теб“, който е спрян с третия си епизод заради ниска гледаемост, ставайки най-неуспешния турски сериал, излъчен след 2020 г.

## Филмография

### Телевизия
| Година        | Сериал                           | Роля              | Бележки         |
| ------------- | -------------------------------- | ----------------- | --------------- |
| 2016 г        | Aşk Laftan Anlamaz               | Дженк             | Поддържаща роля |
| 2016 г        | Arkadaşlar İyidir                | Берке             | Поддържаща роля |
| 2017 – 2018 г | Госпожа Фазилет и нейните дъщери | Синан Егемен      | Главна роля     |
| 2018 – 2019 г | Не пускай ръката ми              | Дженк Джелен      | Главна роля     |
| 2020 – 2021 г | Изумруденият феникс              | Серхат Демиркан   | Главна роля     |
| 2021 г        | Обадете се на мениджъра ми       | Себе си           | Гост актьор     |
| 2021 г        | Островна приказка                | Пойраз Али Йозгюр | Главна роля     |
| 2022 – 2023 г | Сърдечна болка                   | Халил Текин       | Главна роля     |
| 2024 г        | Преди теб                        | Хакан Дагестан    | Главна роля     |

### Филм
| Година | Заглавие | Роля | Бележки     |
| ------ | -------- | ---- | ----------- |
| 2016 г | Ceberrut | Мерт | Главна роля |